# تیم ملی فوتبال زیر ۲۳ سال قطر
تیم ملی فوتبال زیر ۲۳ سال قطر (انگلیسی: QATAR national under-23 football team) نماینده قطر در بازی‌های المپیک و بازی‌های آسیایی است.
سه دوره حضور در بازی‌های آسیایی و یک قهرمانی در کارنامه دارد و یک سال نیز میزبان این مسابقات است.